# کاپل‌مایستر

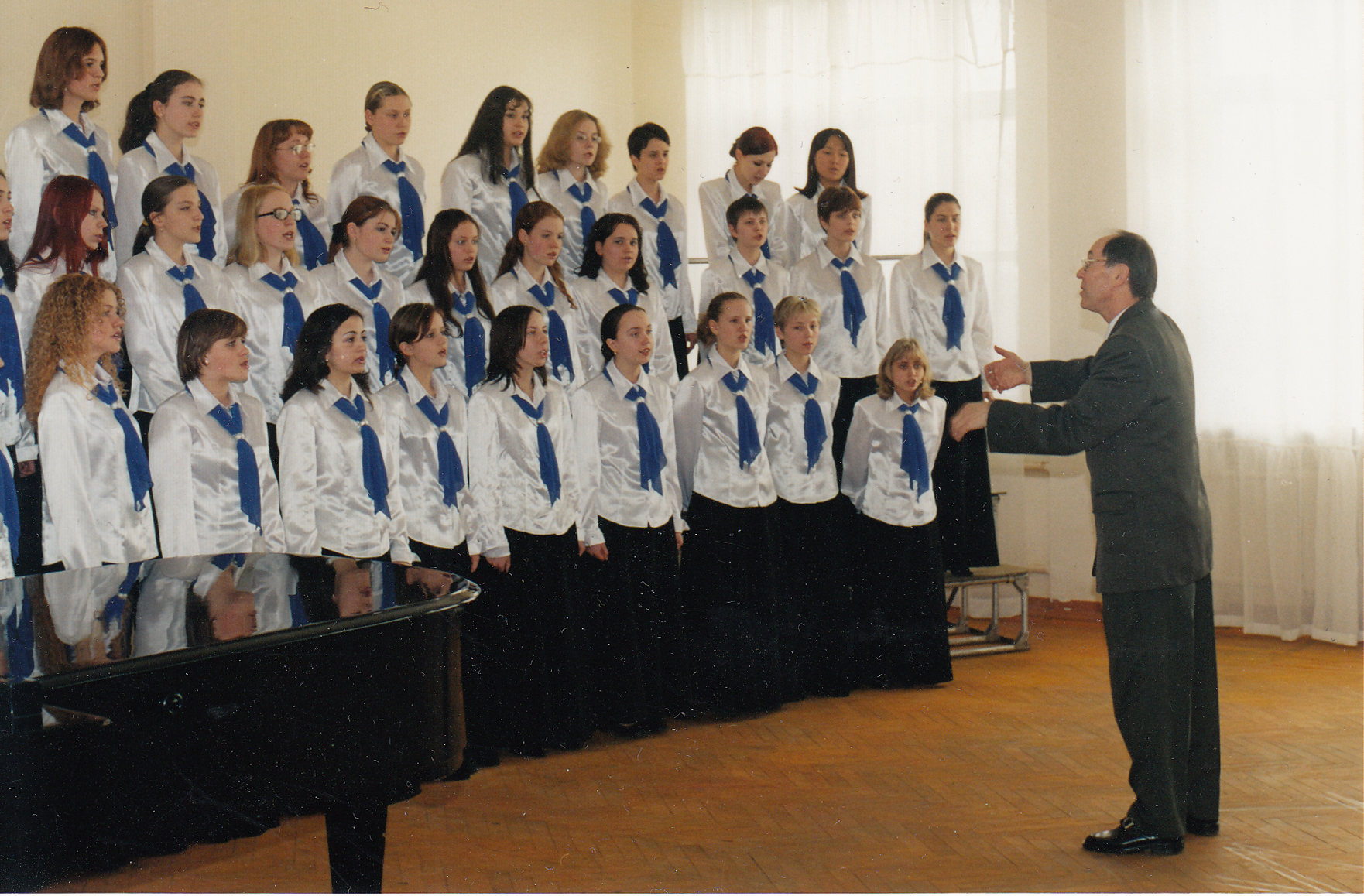
مسئول اجرای موسیقی

کاپل‌مایستر (آلمانی: Kapellmeister) کلمه‌ای آلمانی است که به شخصی برگزیده که مسئول اجرای موسیقی است گفته می‌شود. کاپل به معنی کُر است، که از ریشهٔ لاتینی کلمه‌ای به معنی «نیایشگاه» (cappella) می‌آید. این کلیساها در حقیقت مرکز فعالیت‌های موسیقایی در قرون وسطی محسوب می‌شدند؛ بنابراین کلمهٔ کاپل‌مایستر اصالتاً مربوط به شخصی می‌شود که مسئول موسیقی در کلیسا است. با این حال، معنای این اصطلاح همراه با تغییرات حرفهٔ موسیقی دستخوش تغییر شده‌است.
در قرن هجدهم در برابر رهبر ویولونیست که به او کنسرت‌مایستر می‌گفتند، یک کمک رهبر در ارکستر وجود داشت که با نواختن ساز کلیددار (مثل پیانو) انجام وظیفه می‌کرد و به او کاپل‌مایستر می‌گفتند.
کاپل‌مایستر وظیفه داشت تا با نواختن ساز خود ریتم قطعه را تحت کنترل داشته باشد و کنسرت‌مایستر مسئول همنوازی کلیهٔ نوازندگان بود که با هم شروع کنند و در طول اجرا از هم عقب نیفتند.
کارل فیلیپ امانوئل باخ دربارهٔ وظیفهٔ کاپل‌مایستر در کتاب خود می‌نویسد:

«پیانو (منظور ساز چکشی است که در دوران خود چمبالو بوده‌است و پیانو سال‌ها بعد ساخته شد) از زمان اجداد ما بهترین و مناسب‌ترین ساز برای نگه داشتن ضرب در ارکستر شناخته شده‌است، زیرا صدای این ساز خیلی بهتر از سایر سازها به گوش فرومی‌رود و به همین دلیل نوازندگانی که نمی‌توانند سرعت و ضرب قطعه را به‌طور ثابت حفظ کنند با کمک این ساز که توسط کاپل‌مایستر نواخته می‌شود، خیلی سریع کنترل می‌شوند.
در تمام دوران قرن هجدهم میلادی هر ارکستر دارای یک ساز چکشی بود و تکنواز ارکستر با اشارهٔ کاپل‌مایستر می‌نواخت و در صورتی که از سرعت خارج می‌شد، کاپل‌مایستر با قدرت بیشتری روی کلیدها می‌نواخت تا نوازندهٔ تکنواز به سرعت اجرا برگردد.»

در آلمانی معاصر، «کاپل‌مایستر» به معنای مدیر یا رهبر یک ارکستر یا گروه کر به کار می‌رود. در معنای امروزی خود، کاپل‌مایستر علاوه بر رهبری شامل سیاست‌گذاری ارکستر یا کر (مثلاً انتخاب رپرتوار، برنامهٔ کنسرت، دعوت از رهبران میهمان و غیره) نیز می‌شود.